# Трасибул (генерал на Атина)
Трасибул (на старогръцки: Θρασύβουλος, Thrasybulos, Thrasybul, * 440 пр.н.е. в Стирия, Атика; † 388 пр.н.е. в Аспенд, Мала Азия) е стратег на Атика.
Той е флотски командир през Пелопонеската война (431—404 пр.н.е.). След края на войната Атина е превзета от Спарта и той ръководи през 403 пр.н.е. въстание против спартанския гарнизон в града и въвежда отново демокрацията като сваля Тридесетте тирани.
Той умира през 388 пр.н.е. като командир на флотата в Коринтската война (390-388 пр.н.е.).